# Kvikksølvguttene
Kvikksølvguttene – norweski zespół deathmetalowy powstały w 1996 roku w Oslo. Założycielami zespołu byli członkowie blackmetalowej grupy Mayhem: Jørn "Necrobutcher" Stubberud, Kittil Kittilsen i Torben Grue, którzy próbowali ponownie powołać do życia zespół Vomit, którego początki sięgają 1983 roku. W grupę zaangażowany był również producent Ole Petter Andreassen, występujący również jako sesyjny gitarzysta pod pseudonimem Ztalin.
Necrobutcher  jest jedynym członkiem Kvikksølvguttene obecnym na scenie metalowej. Kittil Kittilsen opuścił scenę metalową i został chrześcijańskim fundamentalistą, przestrzegającym ludzi przed black metalem oraz muzyką rockową. Torben Grue jest śpiewakiem operowym.
Zespół wydał jeden album studyjny i jeden minialbum.

## Muzycy
- Kittil "Zathan" Kittilsen – śpiew, gitara
- Jørn "Necro" Stubberud – gitara basowa
- Torben "H.M.P.D.K." Grue – perkusja, śpiew
- Ole Petter "Ztalin" Andreassen ("El Doom") – gitara (sesyjnie)

## Dyskografia
- Gamlem (EP, 1997, Head Not Found)
- Krieg (1997, Head Not Found)